# Banca nazionale d'Etiopia
La Banca nazionale d'Etiopia è la banca centrale dell'Etiopia, la sua sede è nella capitale di Addis Abeba. Il nome della banca in abbreviato è NBE. La banca è attiva nel promuovere l'inclusione finanziaria della politica ed è membro della Alleanza per l'inclusione finanziaria (AFI).

## Storia

### LaBanca d'Abissinia
Il 15 febbraio 1906 segnò l'inizio del sistema bancario in Etiopia, quando la prima Banca di Abissinia venne inaugurata dall'imperatore Menelik II. Era una banca privata le cui azioni erano state vendute nelle città di Addis Abeba, New York, Parigi, Londra e Vienna. La Banca aprì numerose filiali, tra cui quelle di Harar (1906), Dire Dawa (1908), Gore (1912), e Desse (1920). Uno dei primi progetti che la Banca finanziò fu la ferrovia franco-etiope che raggiunse Addis Abeba nel 1917. La Banca per questo aprì un ufficio di transito a Gibuti nel 1920.

### LaBanca d'Etiopia

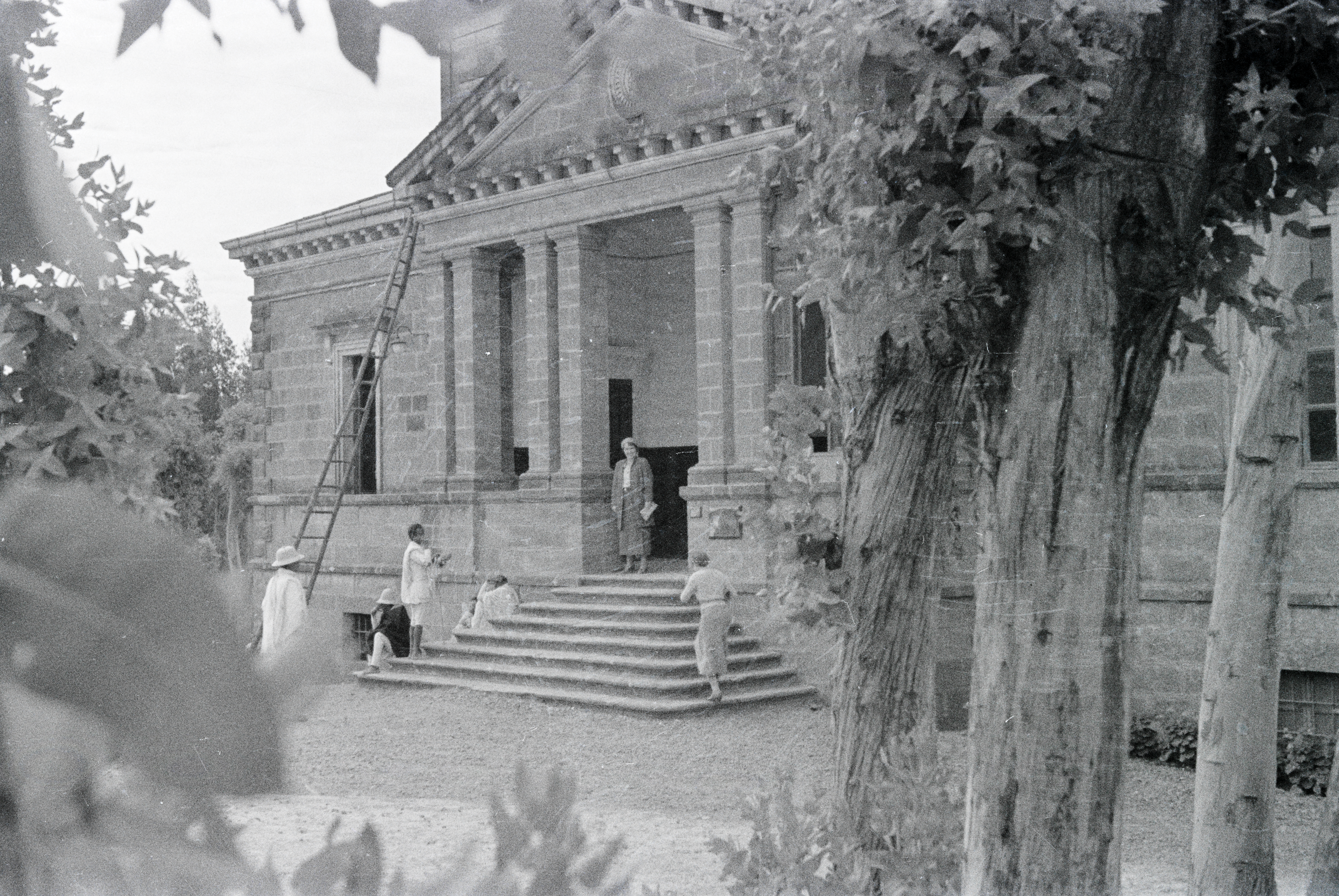
Banca d'Etiopia (1934)

Nel 1931 l'imperatore Hailé Selassié introdusse riforme nel sistema bancario etiope. La Banca di Abissinia venne liquidata e si costitui una nuova Banca per l'Etiopia, una banca completamente di proprietà del governo, che prese in consegna e gestione della banca cessata. La Banca d'Etiopia ha fornito servizi bancari centrali e commerciali del paese. L'invasione italiana nel 1935 tentò di portare alla scomparsa di una delle prime iniziative nel settore bancario africano.
Il 15 aprile 1943, la Banca di Stato dell'Etiopia è diventata la banca centrale ed è stata attiva fino al 1963. Cessò le operazioni nel 1963, fino ad allora aveva aperto 19 filiali sul territorio nazionale, una filiale a Khartoum e un ufficio di transito a Gibuti .

### LaBanca nazionale d'Etiopia
La Banca nazionale dell'Etiopia è stata fondata nel 1963 con il proclama 206 del 1963 e ha iniziato a operare nel gennaio 1964. La creazione della nuova organizzazione è stata aiutata dal Dipartimento di Stato degli Stati Uniti detramite l'emissario Earle O. Latham, che fu il primo vicepresidente della Federal Reserve Bank di Boston.
Prima di questo annuncio, la banca effettuò una doppia attività, vale a dire di banca commerciale e banca centrale. Venne ricapitalizzata con 10 milioni di dollari etiopici e questo ha consentito un'ampia autonomia amministrativa e personalità giuridica. In seguito alla proclamazione della Banca nazionale dell'Etiopia ad essa vennero affidate le seguenti responsabilità:
- regolare le forniture, di disponibilità e costo del denaro e del credito;
- gestire e amministrare le riserve internazionali del paese;
- acquistare le licenze e supervisionare le banche e tenere riserve delle banche commerciali e prestare denaro a loro;
- controllare i crediti delle banche commerciali e di regolare i tassi di interesse;
- emettere banconote e monete;
- agire come un agente del governo;
- fissare e controllare i tassi di cambio.

Tuttavia la proclamazione n. 99 del 1976, che entrò in vigore nel settembre 1976, plasmò il ruolo della banca secondo il principio economico socialista che il paese aveva adottato. Da qui alla banca fu permesso di partecipare attivamente alla pianificazione nazionale, in particolare alla pianificazione finanziaria, in collaborazione con gli organi dello Stato interessati. La zona di sorveglianza della banca è stata anche aumentata per includere le altre istituzioni finanziarie come le istituzioni di assicurazione, cooperative di credito e banche orientate all'investimento. Inoltre la proclamazione introdusse il nuovo "birr etiope " al posto dell'ex dollaro etiope, che cessò di avere corso legale.
La proclamazione ha rivisto il rapporto della banca con il governo e inizialmente sollevò i limiti legali del prestito pubblico al 25% del reale reddito ordinario del governo nel corso del procedimento di tre esercizi di bilancio, che archivio la proclamazione 206/1963, che fissava il limite al 15%.
Questo annuncio è stato in vigore fino al nuovo annuncio del 1994 per la riorganizzazione della banca in base alla politica economica di mercato in modo che potesse favorire la stabilità monetaria, un solido sistema finanziario e le altre condizioni di credito e di cambio, per condurre ad una  crescita equilibrata dell'economia del paese. Di conseguenza i seguenti sono alcuni dei poteri e dei compiti attribuiti alla banca nel proclama 83/1994:
- regolare la fornitura e la disponibilità di moneta e credito e interessi ad altri cambi;
- impostare i limite dell'oro e dividere le attività che le banche e altri istituti finanziari sono autorizzati ad operare con il cambio che tengono nei neo-depositi;
- impostare i limiti sulla posizione netta in valuta estera e sulle modalità e le quantità di indebitamento estero delle banche e altri istituti finanziari;
- strutturare modi di rifinanziamento a breve e lungo termine a disposizione delle banche e altri istituti finanziari.

Infine, l'annuncio ha anche aumentato il capitale versato della banca da 30,0 milioni di birr a 50,0 milioni di birr.

## Inclusione finanziaria
La Banca nazionale dell'Etiopia è una delle originarie 17 istituzioni di regolamentazione sotto l'Alleanza per (AFI) di Inclusione Finanziaria Dichiarazione Maya .